# Kwazuluaclerda loranthi
Kwazuluaclerda loranthi är en insektsart som beskrevs av Hodgson och Millar 2002. Kwazuluaclerda loranthi ingår i släktet Kwazuluaclerda och familjen Aclerdidae. Inga underarter finns listade i Catalogue of Life.